# Sant'Alfio (Italia)
Sant'Alfio (Sant'Affiu a Vara o semplicemente Sant'Affiu in siciliano) è un comune italiano di 1 513 abitanti della città metropolitana di Catania in Sicilia.

## Origini del nome
L'origine del nome è legato alla tradizione religiosa. Tre fratelli, Alfio, Filadelfo e Cirino, furono, nel 253 d.C., deportati da Vaste in Sicilia per essere qui martirizzati. Durante il loro viaggio verso Lentini, attraversando il luogo dove oggi sorge Sant'Alfio avvenne il cosiddetto "miracolo della trave": un improvviso vento si scatenò violento al loro passaggio, scagliando via la trave che portavano sulle spalle.

## Storia
Le origini del paese risalgono alla fine del XVII secolo, quando alcuni proprietari acesi e catanesi, ottennuta dal Vescovo di Catania la concessione in enfiteusi di notevoli appezzamenti di terreno sul versante sud-orientale dell'Etna, nel territorio di Mascali, costruirono i primi caseggiati rurali. Risale, invece, agli inizi del XVIII secolo la costruzione del centro cittadino sorto attorno alla Chiesa Madre.
Nel 1815 Giarre si staccò dalla Contea di Mascali portando con sè la borgata di Sant'Alfio, che costituiva una delle sette torri della contea. Solo nel 1923, ufficialmente nel 1925, divenne comune autonomo, staccandosi da Giarre, di cui era stato frazione dal 1815. In questo frangente fu supportato dalle vicine Milo e Fornazzo, che all'epoca erano a loro volta piccole frazioni del paese, che ottennero l'autonomia solo nel 1955.
Nei secoli il paese si sviluppò grazie alla coltivazione della vite, da cui si derivava un vino pregiato, scuro e di elevato tenore alcolico, che raggiungeva le tavole dei cavalieri di Malta e quelle dei generali inglesi. Divenuto nell'Ottocento produttore ed esportatore di vino tra i più importanti dell'area etnea, Sant'Alfio si vide investito da un eccezionale benessere economico che ne incrementò velocemente dimensioni e popolazione. Nel corso del nuovo secolo giunse però una crisi, che negli anni venti fu causa di un violento crollo dei prezzi del vino, dovuto anche alla depressione abbattutasi sui mercati finanziari.

### Simboli
(Descrizione araldica dello stemma)
(Descrizione araldica del gonfalone)
Lo stemma è stato concesso con il regio decreto datato al 2 agosto 1929.

## Monumenti e luoghi di interesse

### Architetture civili
Il centro storico del paese, segnato da vie anguste su cui si ergono i palazzi più importanti, mantiene pressoché inalterate le sue caratteristiche iniziali. La piazza Duomo è attorniata, oltre che dalla chiesa madre, da diversi palazzi patrizi, tra i quali quello del municipio, sito in via Vittorio Emanuele II. Da qui si giunge in via Monsignor Nicotra, che salendo diventa prima via Contarino e successivamente via delle Scuole. Su quest'ultima si apre infine via Armando Diaz dove è ubicata la chiesa del Calvario.
Continuando a salire è facile raggiungere il quartiere di Nucifori, il cui aspetto particolare è la copertura dell'asse viario con delle lastre prodotte in pietra lavica. Da Nucifori, proseguendo in direzione di via Fossa Politi, è possibile imbattersi in varie edicole votive, e raggiungere infine il Castagno dei Cento Cavalli. Nei pressi dell'albero è ormai tutta campagna, la cui coltivazione prevalente è quella della vite.

### Architetture religiose
La chiesa madre presenta una peculiare facciata, allestita interamente in pietra lavica, unica in tutto il territorio etneo. A tre navate a croce latina, realizzata tra il XVIII secolo e il XIX secolo.
La chiesa del Calvario è una piccola struttura che risale al 1878, data in cui furono realizzate le sue parti iniziali, allo scopo di avere un luogo di culto per le celebrazioni del Venerdì Santo; la costruzione venne seguita dai sacerdoti Domenico e Peppino Caltabiano. La chiesa si erge alla sommità di una collina di notevole interesse paesaggistico. Ad essa si può accedere per mezzo di una piccola scalinata in pietra lavica, che conduce direttamente all'ingresso e alle tre navate che compongono l'edificio sacro. Al suo interno esso offre vari altari in legno che testimoniano l'arte prodotta dagli artigiani di un tempo.
La chiesa di Nucifori sorge nel quartiere omonimo della città. Fu progettata nel 1957, ma la sua edificazione avvenne solo negli anni successivi. Le linee architettoniche che la caratterizzano sono essenziali. Al suo interno essa conserva il busto della Madonna di Tindari, alla quale gli abitanti sono particolarmente devoti, festeggiandola solennemente la prima domenica di settembre.
La chiesa di Magazzeni, nell'omonima contrada, fu eretta nel 1958 a ringraziamento dello scampato pericolo dell'eruzione del 3 novembre 1928 che minacciava le campagne e il paese di Sant'Alfio.

### Aree naturali
All'interno del territorio comunale si trovano aree naturalistiche di pregio. È possibile visitare il Castagno dei Cento Cavalli, un albero plurimillenario, (la sua età si aggira tra i 3600 e i 4000 anni), ubicato nel Parco dell'Etna in contrada Carpineto. Molto studiato e visitato negli ultimi secoli, la sua storia si fonde con una leggenda secondo cui la regina Giovanna I d'Angiò col suo seguito di cento cavalieri si riparò da un improvviso temporale proprio sotto la chioma imponente del castagno. Poco distante (ma già nel comune di Mascali) si trova un vecchio albero di castagno, di età sicuramente più giovane del Castagno dei Cento Cavalli e sicuramente molto meno famoso di esso, conosciuto nel comune e nei comuni limitrofi per la caratteristica forma di nave, e per questo denominato in lingua siciliana: "Castagna la navi".
Ad altitudini più elevate si trovano la grotta dei ladroni, anticamente utilizzata come deposito di neve, e il rifugio Citelli (Milo).

## Società

### Tradizioni e folclore

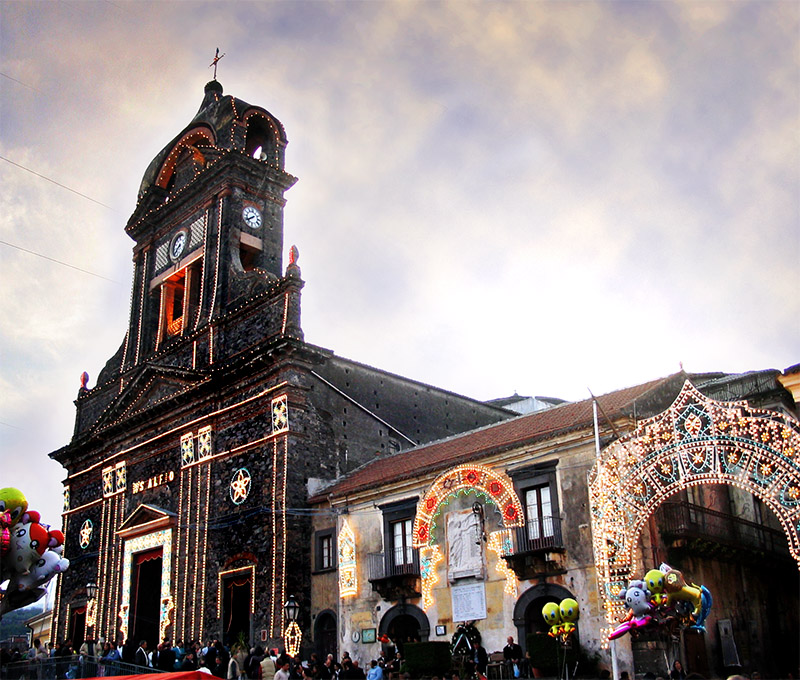
Piazza Duomo il giorno della festa.

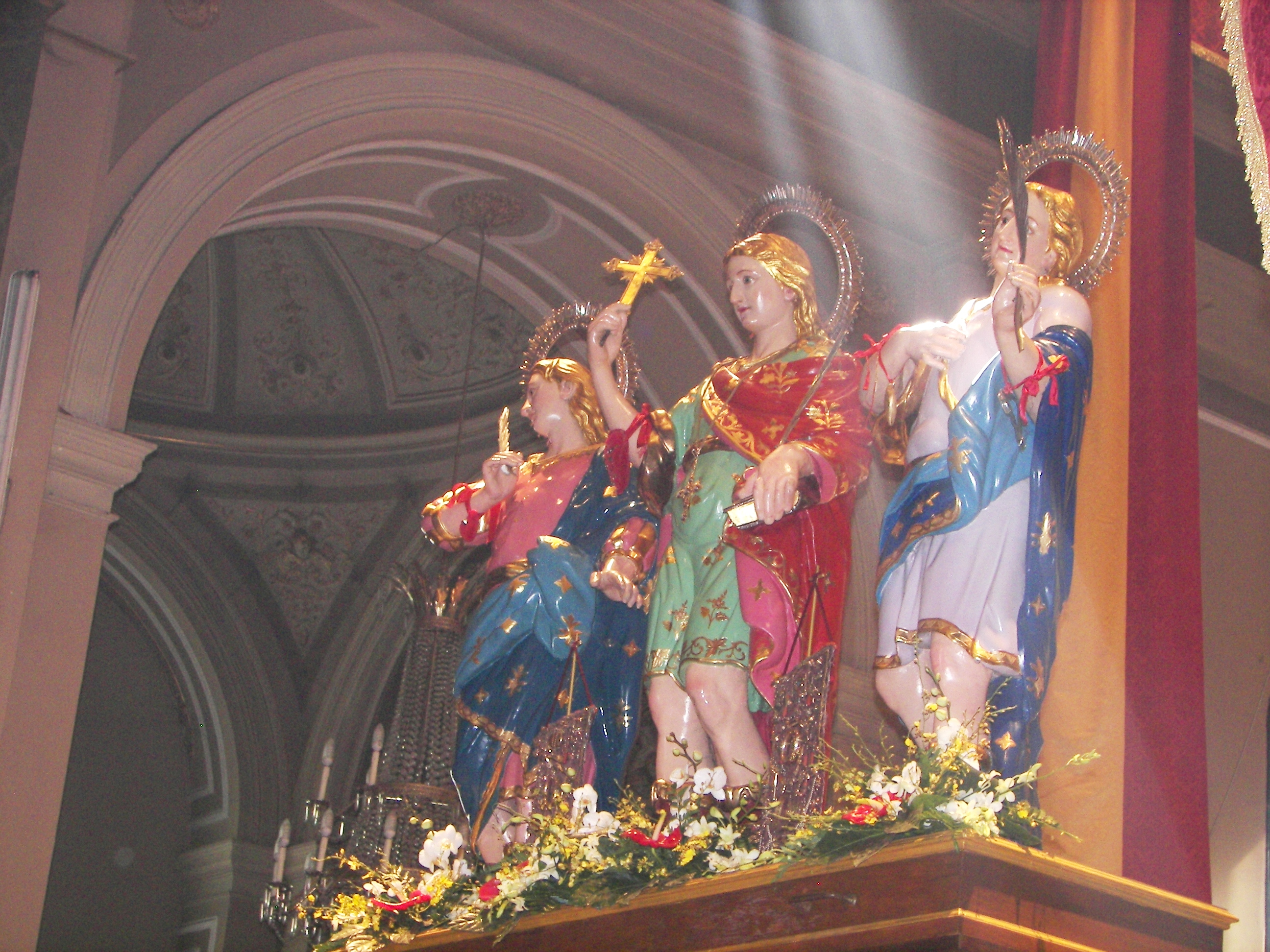
Simulacri dei Santi Martiri Alfio Filadelfo e Cirino, Patroni.

Il paese di Sant'Alfio dedica la prima domenica di maggio al festeggiamento dei suoi santi patroni Alfio, Filadelfo e Cirino con intense cerimonie religiose. Queste hanno inizio sin dall'ultima domenica di aprile, denominata dai paesani la domenica dell'entrata, a sottintendere l'entrata nel cuore dei festeggiamenti. A dare ufficialmente il via alle celebrazioni è uno spettacolo pirotecnico che con 100 spari alle ore 12:00 in punto annuncia l'evento al paese. A partire da questo giorno le sere dei due giovedì e i due venerdì che precedono la festa vera e propria, si accende davanti alle case un piccolo falò chiamato a dera, dal nome della legna resinosa che viene usata per accendere il fuoco stesso. I fuochi che si accendono durante la notte della dera ricordano appunto la notte in cui i tre fratelli attraversarono Sant'Alfio per recarsi a Lentini, dove avrebbero subito le torture, sotto lo stupore e la curiosità dei paesani che cercavano di dare loro aiuto. A ricordare l'evento, contemporaneamente all'accensione dei falò nella cittadina, i santalfiesi mettono in scena la vita e il martirio dei tre santi. L'evento, che ogni anno attira devoti e curiosi da tutta la Sicilia, si svolge all'aperto e tutti possono prenderne parte. Il sabato antecedente le celebrazioni avviene la cosiddetta "sbarrata", ovvero l'esposizione sull'altare della chiesa madre delle statue dei patroni, le cui reliquie compiono un giro dell'abitato, ossia una processione tra le vie del paese. Alle ore 15:00 della domenica iniziano i preparativi per portare i simulacri dei santi sul fercolo ("vara"). Alle ore 16:00 quest'ultimo si affaccia dalla porta centrale della chiesa, dove è atteso da un suono festoso di campane, da una sparatoria di bombe e da un coro spontaneo di fedeli che eseguirà l'inno dei Tre Santi, denominato a cantata.La cantata si divide in "cantata", "preghiera" e "cabballetta". Nella settimana tra la prima domenica e la seconda domenica di maggio, i simulacri dei Santi Alfio, Filadelfo e Cirino rimango esposti sull'altare alla venerazione dei fedeli. I festeggiamenti si concludono la domenica successiva, chiamata l'ottava, nel corso della quale i simulacri dei tre Santi vengono esposti nuovamente sull'altare della Chiesa Madre.
Inoltre, il 3 febbraio nella chiesa del Calvario si svolge la festa di san Biagio vescovo e martire con distribuzione durante le messe, delle cuddureddi sammrasi, piccoli pani benedetti.

Durante la Pasqua, la passione e la morte di Cristo vengono rivissute con una Via Crucis dalla Chiesa madre a quella del Calvario, da dove la statua del Cristo morto viene accompagnata alla matrice. 

La prima domenica di settembre si festeggia nel quartiere di Nucifori la Madonna di Tindari. 

Il 3 novembre una processione raggiunge in località Magazzeni, la piccola Chiesa-santuario costruita nel 1958 dove, trent'anni prima, una colata lavica che minacciava il paese si arrestò all'arrivo delle reliquie dei Santi patroni.

Nelle serate che precedono il Natale vengono celebrate le novene, messe solenni le cui celebrazioni sono affidate ogni giorno ad una diversa categoria sociale di abitanti del paese, ad esempio muratori, signore (donne sposate), signorine (nubili) e giovani.

### Evoluzione demografica
Abitanti censiti

## Economia
Il vino è il prodotto più caratteristico e la sua produzione vinicola si sta rivalutando. A essa si è aggiunta l'attività di promozione turistica della zona dell'Etna e del suo parco.

## Amministrazione
Di seguito è presentata una tabella relativa alle amministrazioni che si sono succedute in questo comune.
| Periodo        | Periodo        | Primo cittadino          | Partito                            | Carica  | Note  |
| -------------- | -------------- | ------------------------ | ---------------------------------- | ------- | ----- |
| 11 giugno 1985 | 22 maggio 1990 | Giacomo Giuseppe Nicotra | Democrazia Cristiana               | Sindaco | [ 7 ] |
| 22 maggio 1990 | 13 giugno 1994 | Giacomo Giuseppe Nicotra | Democrazia Cristiana               | Sindaco | [ 7 ] |
| 27 giugno 1994 | 5 maggio 1998  | Leonardo Patti           | Partito Democratico della Sinistra | Sindaco | [ 7 ] |
| 25 maggio 1998 | 27 maggio 2003 | Leonardo Patti           | Partito Democratico della Sinistra | Sindaco | [ 7 ] |
| 27 maggio 2003 | 17 giugno 2008 | Salvatore Fichera        | centro-destra                      | Sindaco | [ 7 ] |
| 18 giugno 2008 | 11 giugno 2013 | Salvatore Russo          | Movimento per le Autonomie         | Sindaco | [ 7 ] |
| 11 giugno 2013 | 11 giugno 2018 | Giuseppe Maria Nicotra   | Lista civica                       | Sindaco | [ 7 ] |
| 11 giugno 2018 | 29 maggio 2023 | Giuseppe Maria Nicotra   | Lista civica                       | Sindaco | [ 7 ] |
| 29 maggio 2023 | in carica      | Alfio La Spina           | Fratelli d’Italia                  | Sindaco | [ 7 ] |

## Galleria d'immagini

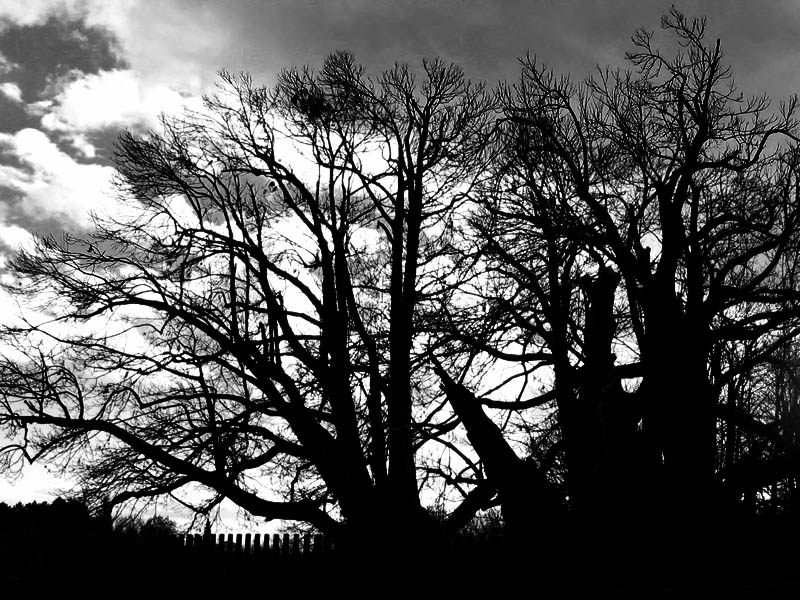
Il Castagno dei Cento Cavalli in versione invernale.
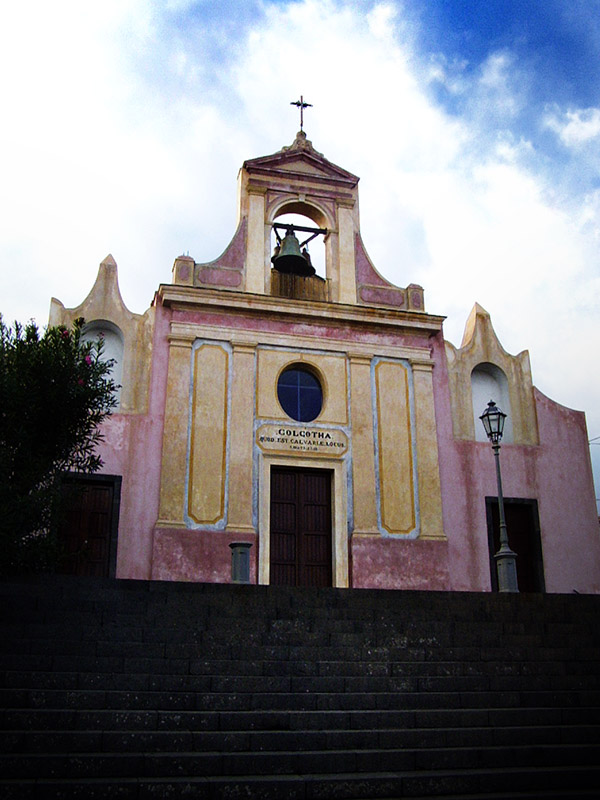
la chiesetta del Calvario.